# インディアナポリス美術館
インディアナポリス美術館（インディアナポリスびじゅつかん、Indianapolis Museum of Art）はインディアナ州インディアナポリスにある美術館である。日本美術のコレクションでも知られている。

## 沿革
インディアナポリス美術館はアメリカで9番目に古く 8番目に規模の大きな総合美術館である。
1883年に芸術教育振興の目的でアート・アソシエイツ・オブ・インディアナポリス（Art Association of Indianapolis）が設立され、同年展覧会が行われて453の作品が展示された。ジョン・ヘロンはインディアナポリス在住の富豪であったが1895年に亡くなり、彼の遺言によりギャラリー創設と美術学校開校のための資金が寄贈された。それを受けて1902年にジョン・ヘロン・アート・インスティテュートが設立され、その一部として1906年にギャラリーが開館した。1930年代から1950年代にかけて所蔵品を増やしていき、拡張または移転の計画が何度か持ち上がる。1966年に後援者によりオールドフィールズ（w:Oldfields）の土地建物が寄贈される。翌年、美術学校はインディアナポリス大学の一部になることが決まり、美術館はオールドフィールズに移転することになる。1969年にインディアナポリス美術館と名前が改められ、1970年に移転した。

## コレクション
所蔵品はアフリカ、アジア、アメリカ、ヨーロッパから集められており54,000点を超える。その中でも際立っているものは新印象派の油彩画や中国の陶器やブロンズ、ポール・ゴーギャンやポン＝タヴァン派の版画、ジョゼフ・マロード・ウィリアム・ターナーの水彩画のコレクション、増え続けているコンテンポラリー・アートがある。江戸時代の絵画に関しては、2000年に個人コレクターにより70点余りが寄贈され、現在では150点ほど所蔵している。その中には狩野探幽、狩野山楽、岸駒、森狙仙、鈴木其一、山本梅逸などが含まれている。また、テキスタイルやファッション、デザイン関連の収集も行っている。

## ギャラリー

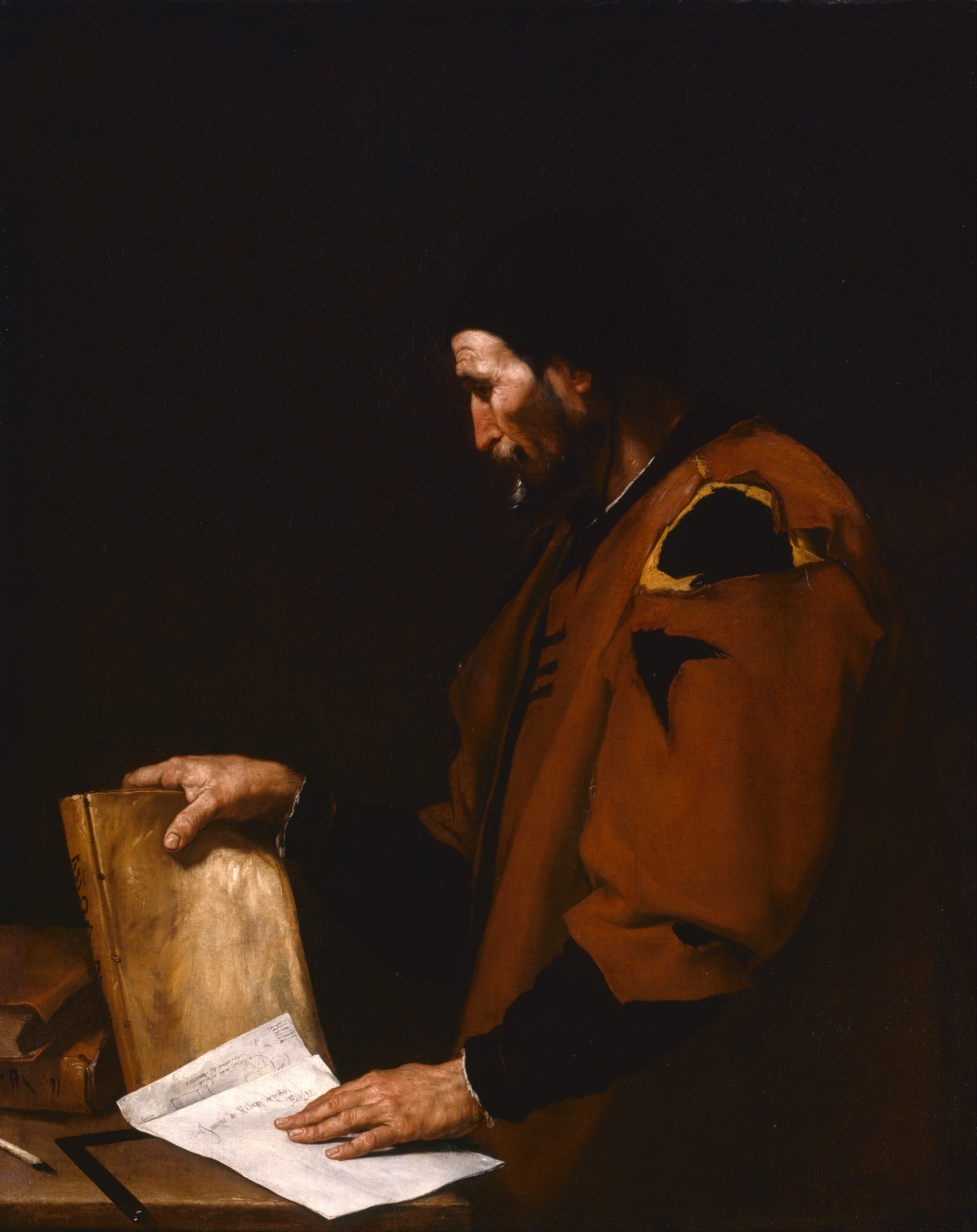
『アリストテレス』 (1637年), ホセ・デ・リベーラ
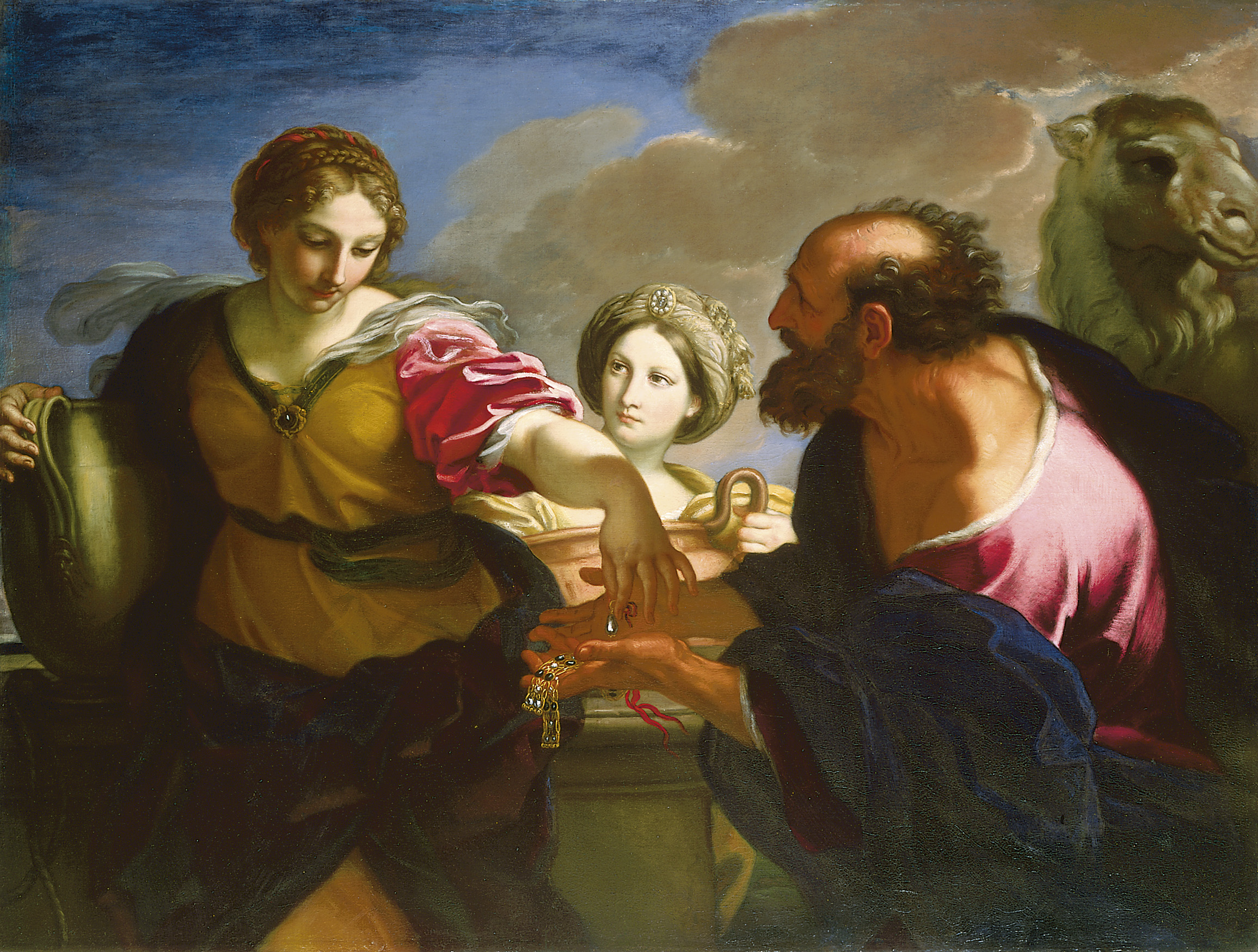
『井戸のリベカとエリエゼル』 (1655-1657年), カルロ・マラッタ
『The Flageolet Player on the Cliff』 (1889年), ポール・ゴーギャン
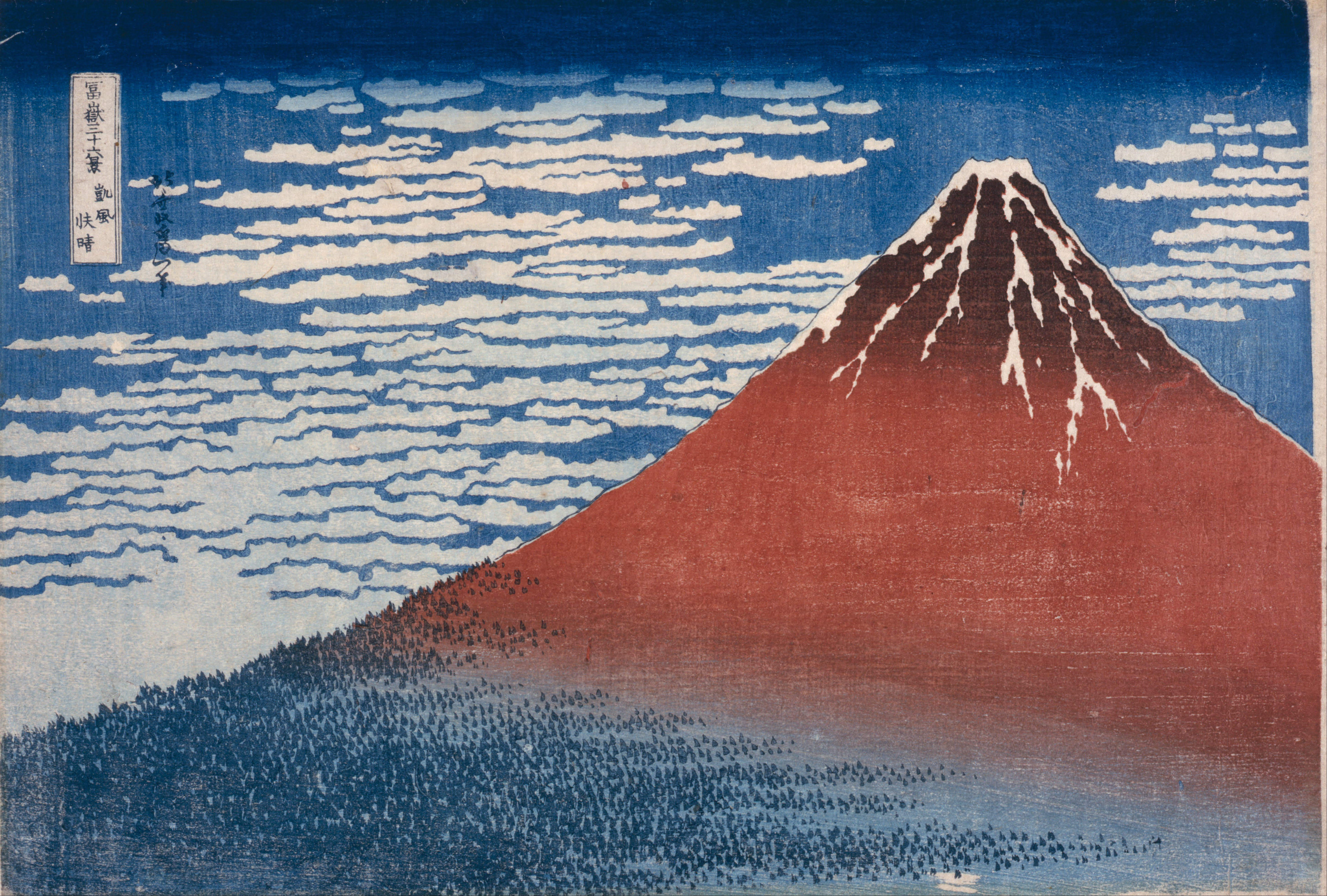
『凱風快晴』 (1831-1833年), 葛飾北斎

アメリカ美術
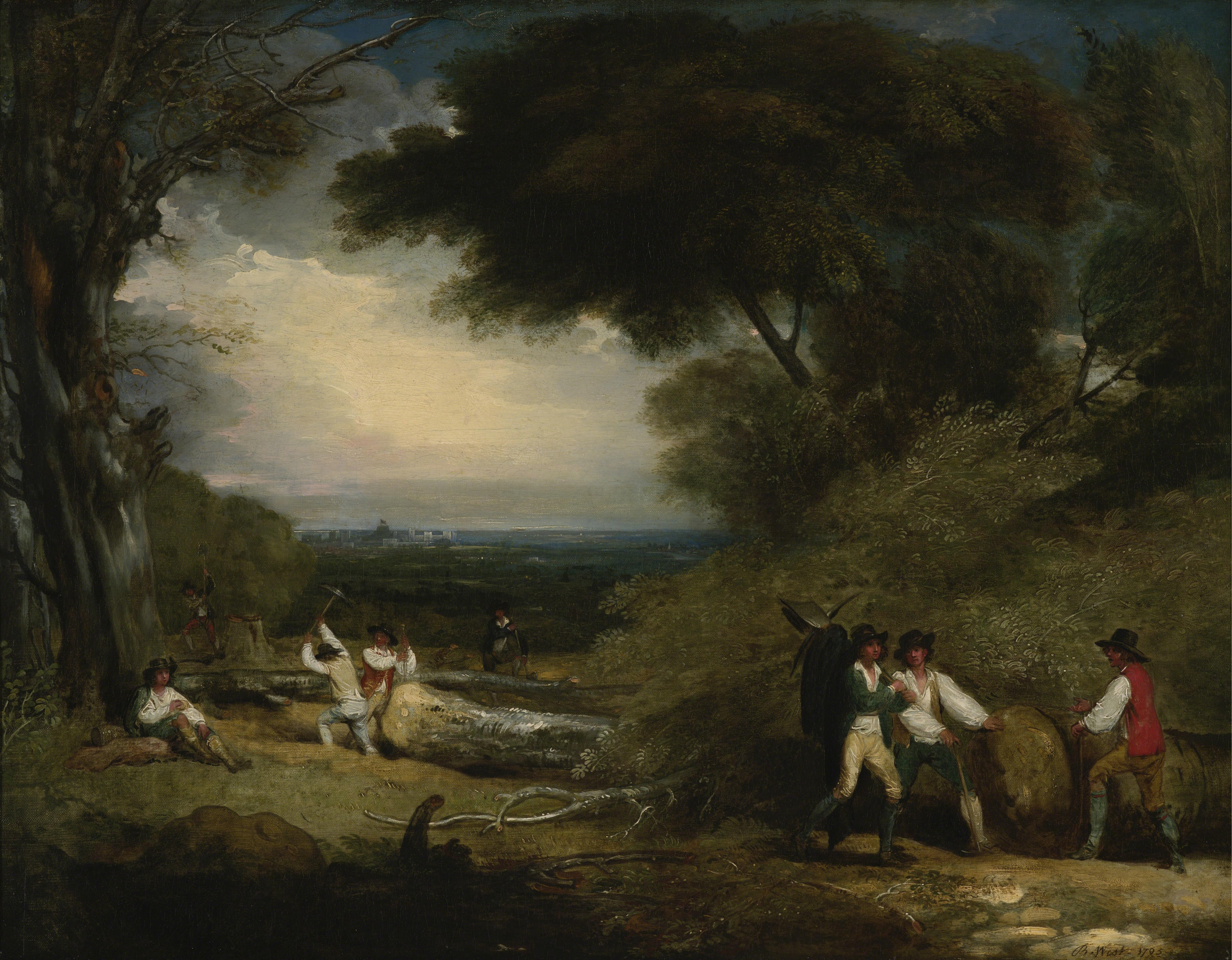
ベンジャミン・ウエスト 「ウィンザー公園の木こり」(1795)
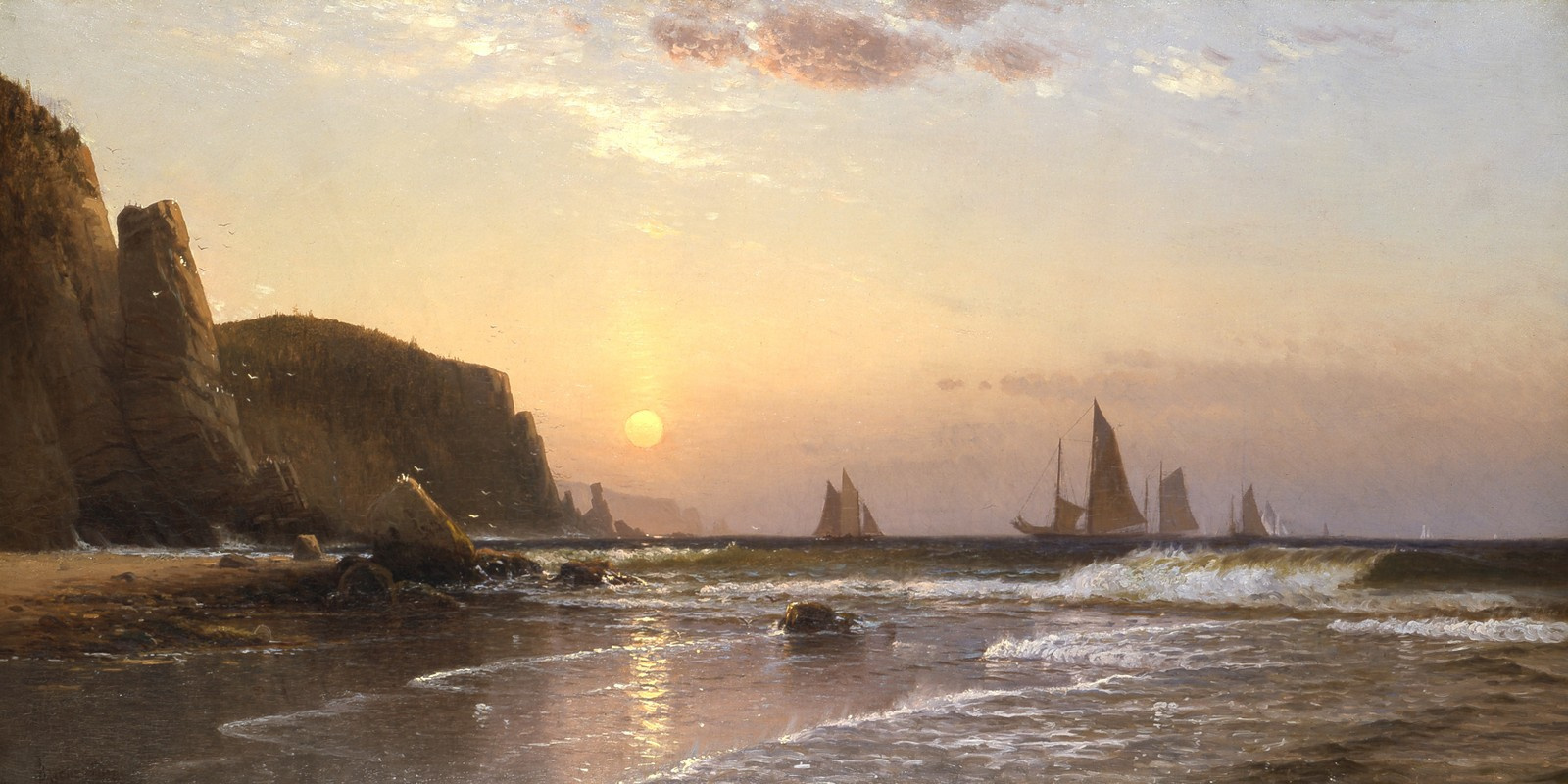
アルフレッド・トンプソン・ブリチャー 「グランド・マナンの朝」(1878)
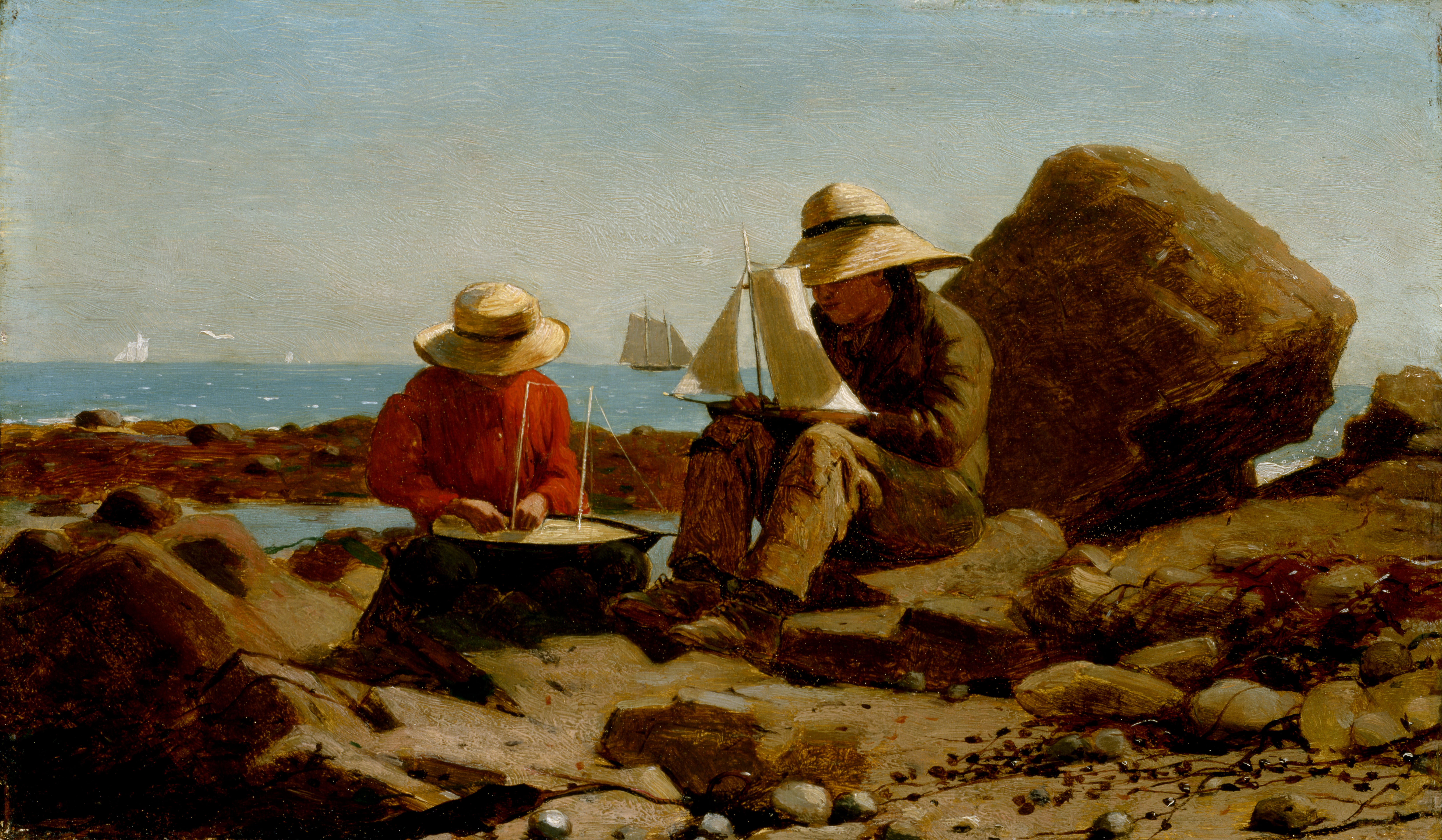
ウィンスロー・ホーマー 「船つくり」(1873)
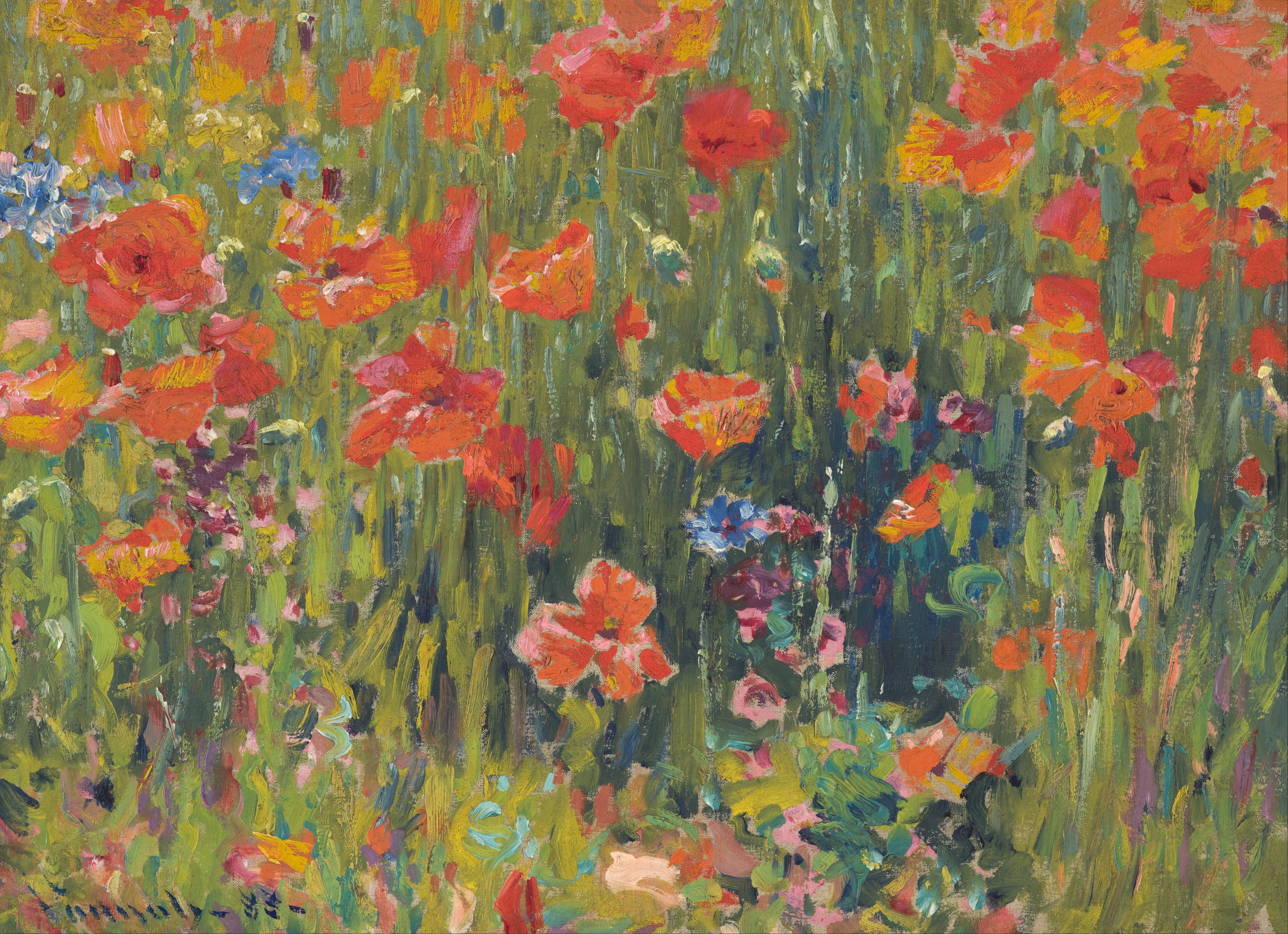
ロバート・ヴォノー 「ひなげし」(1888)
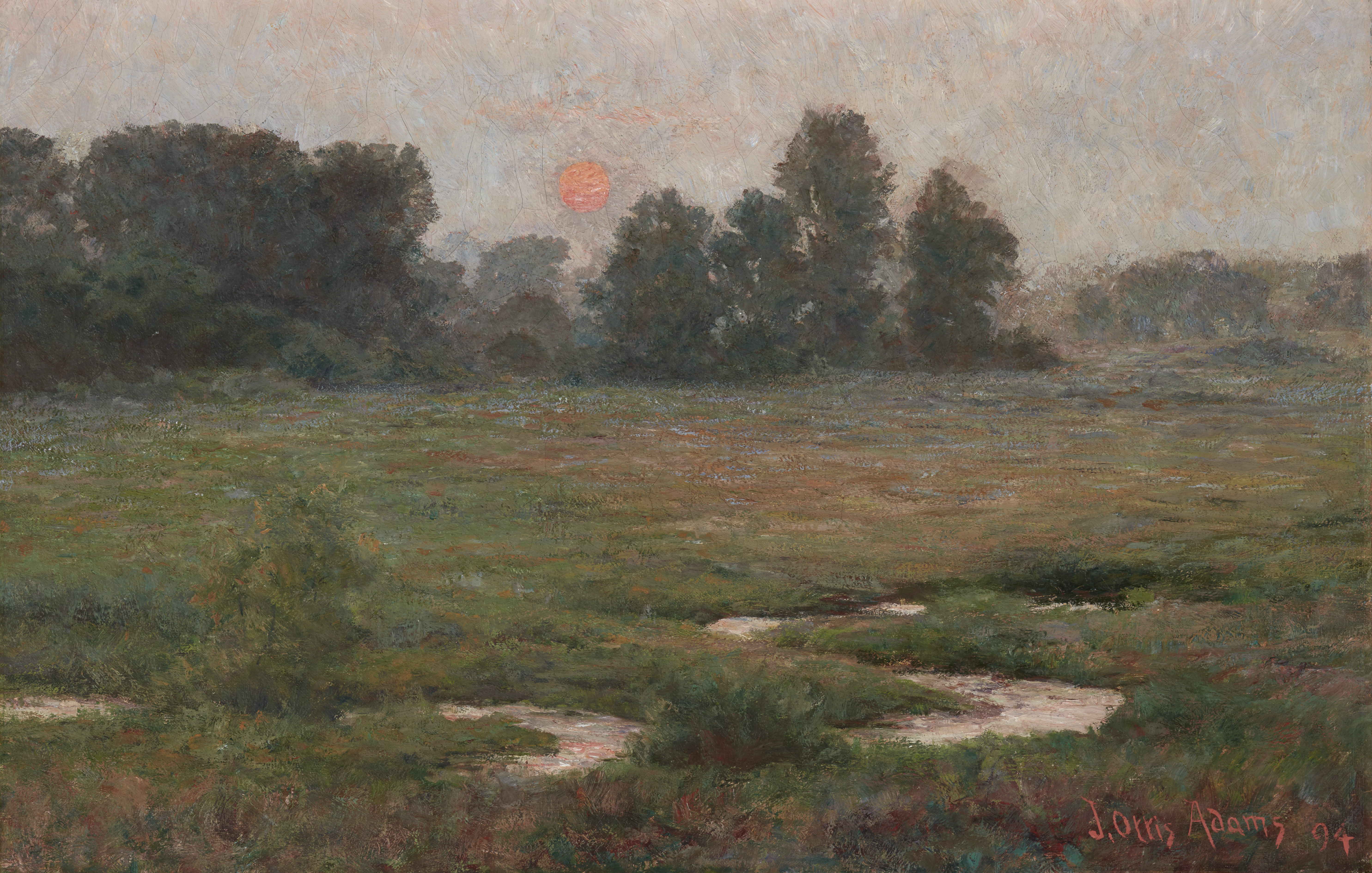
ジョン・オーティス・アダムス 「8月の夕暮れ」
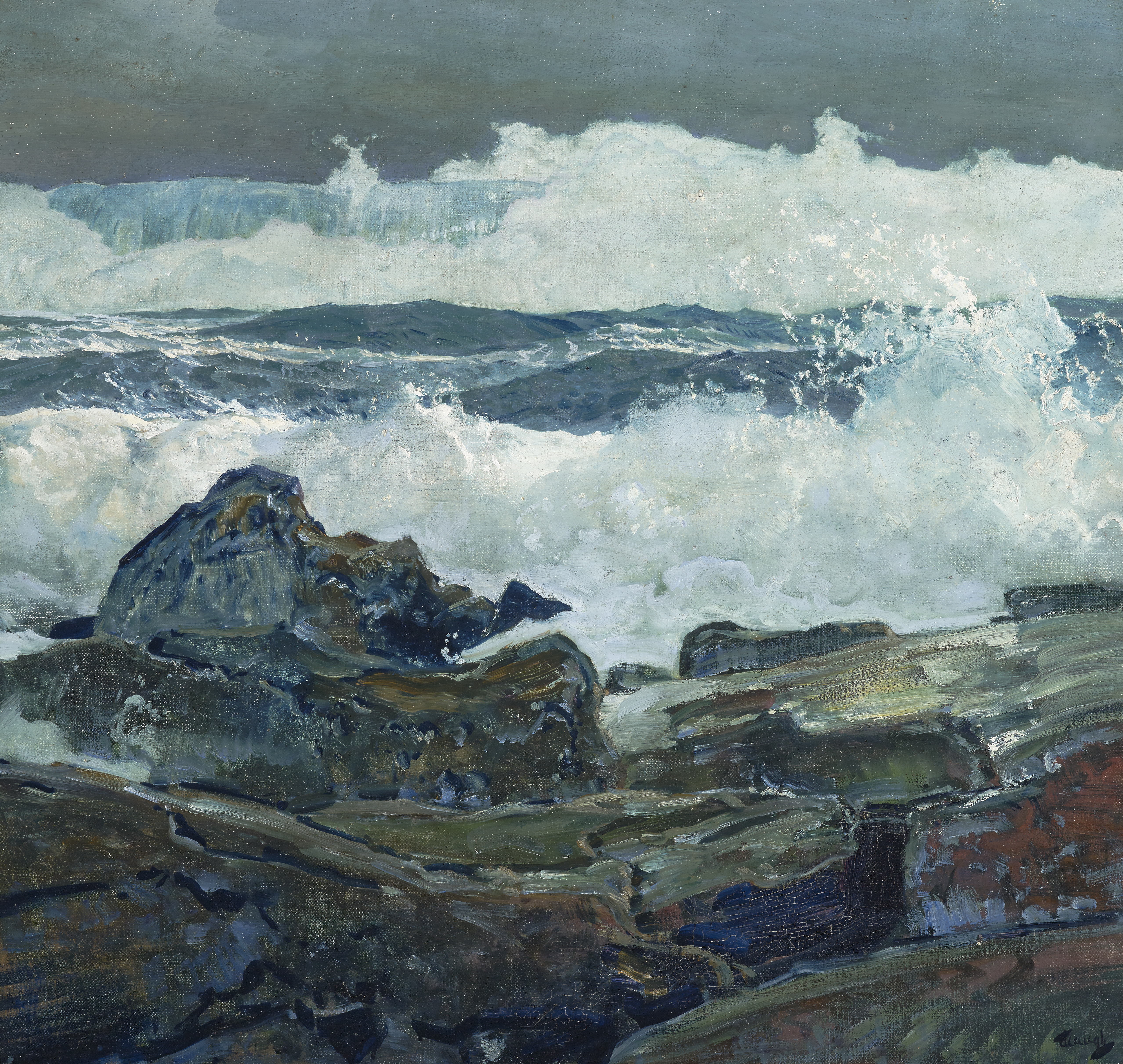
フレデリック・ジャッド・ウォー 「次の波」
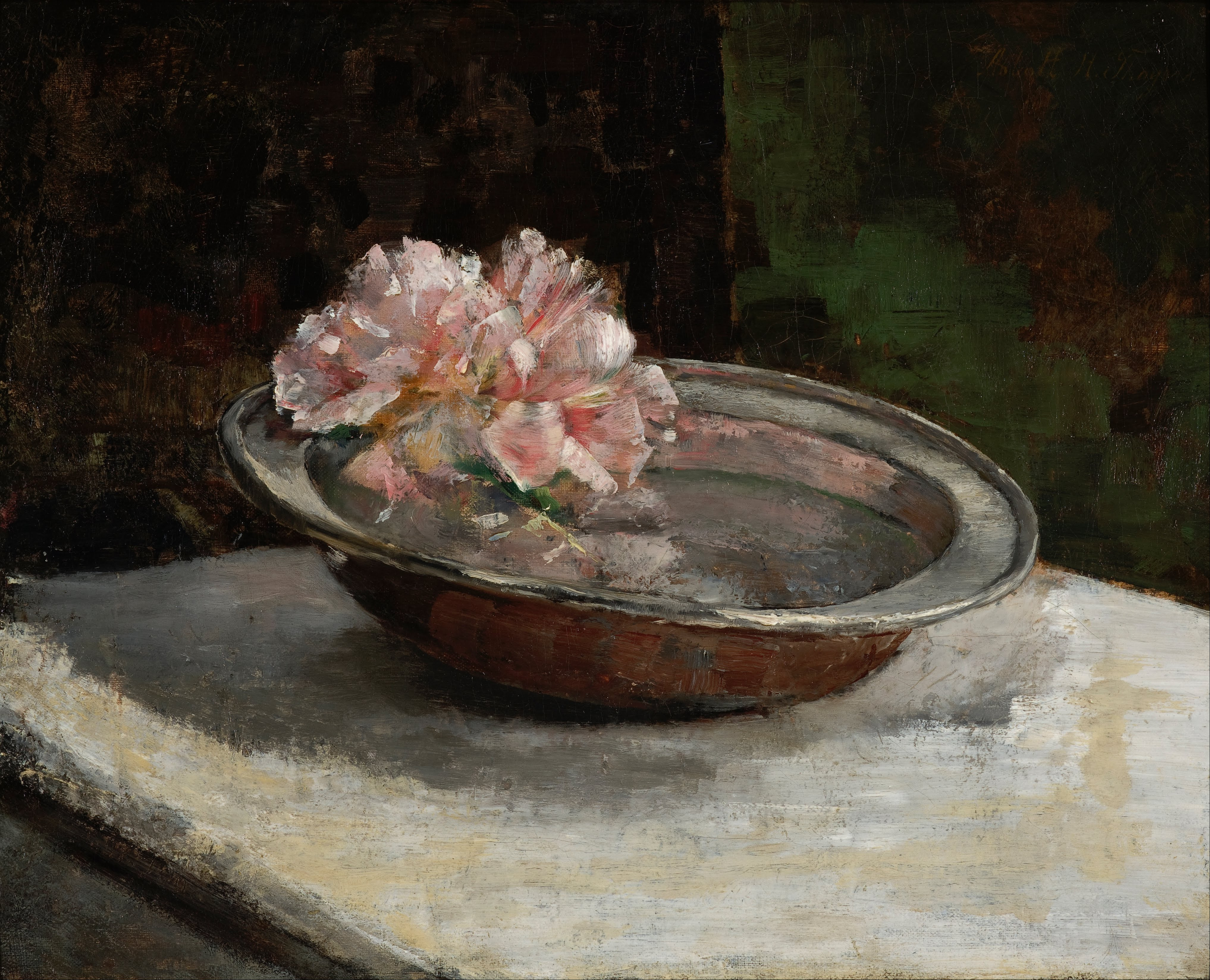
アボット・ハンダーソン・セイヤー 静物画

近代ヨーロッパ美術
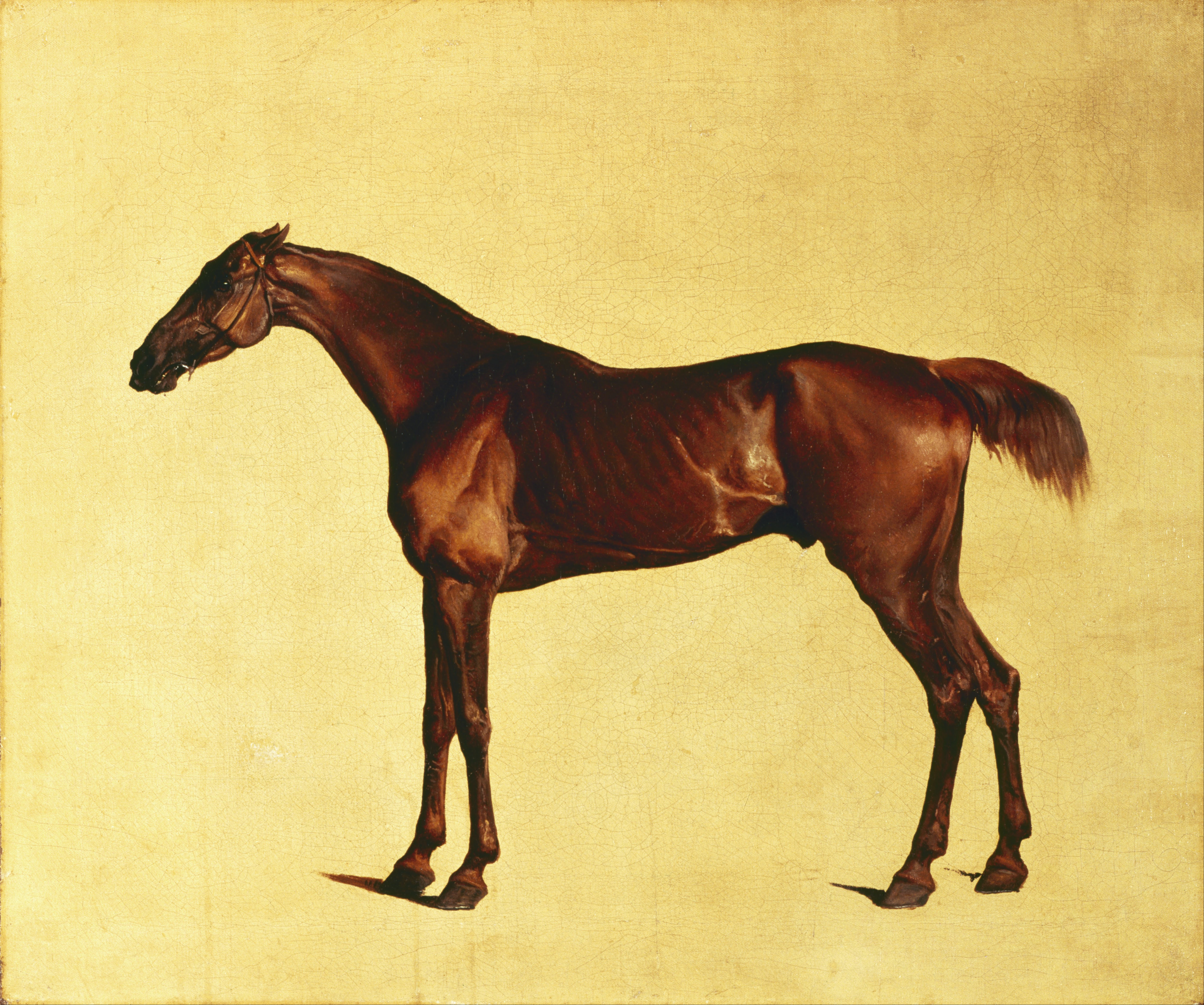
ジョージ・スタッブス 「パングロス」(c.1762)
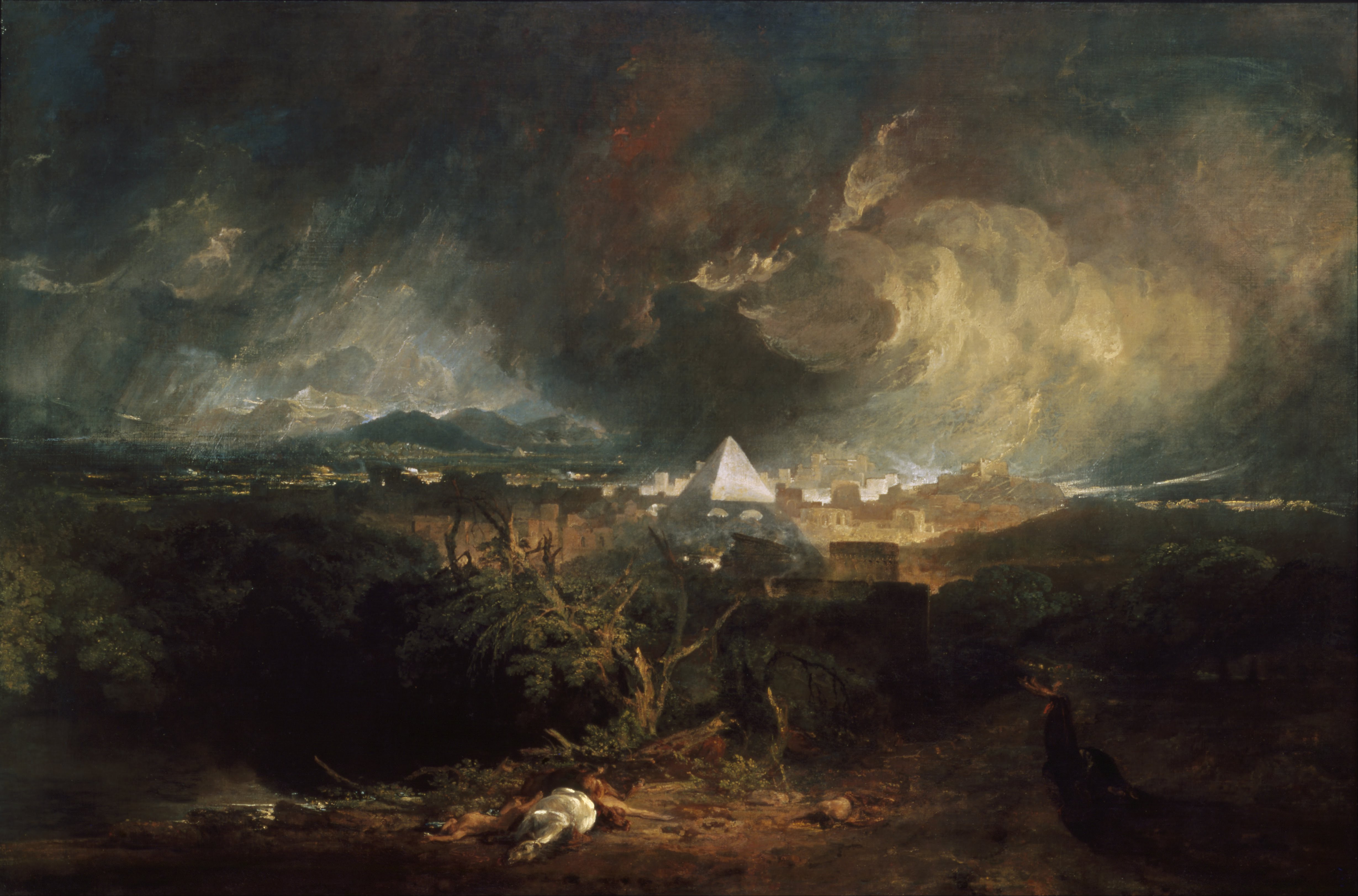
J.M.W.ターナー 「エジプト第五の災い」(1800)
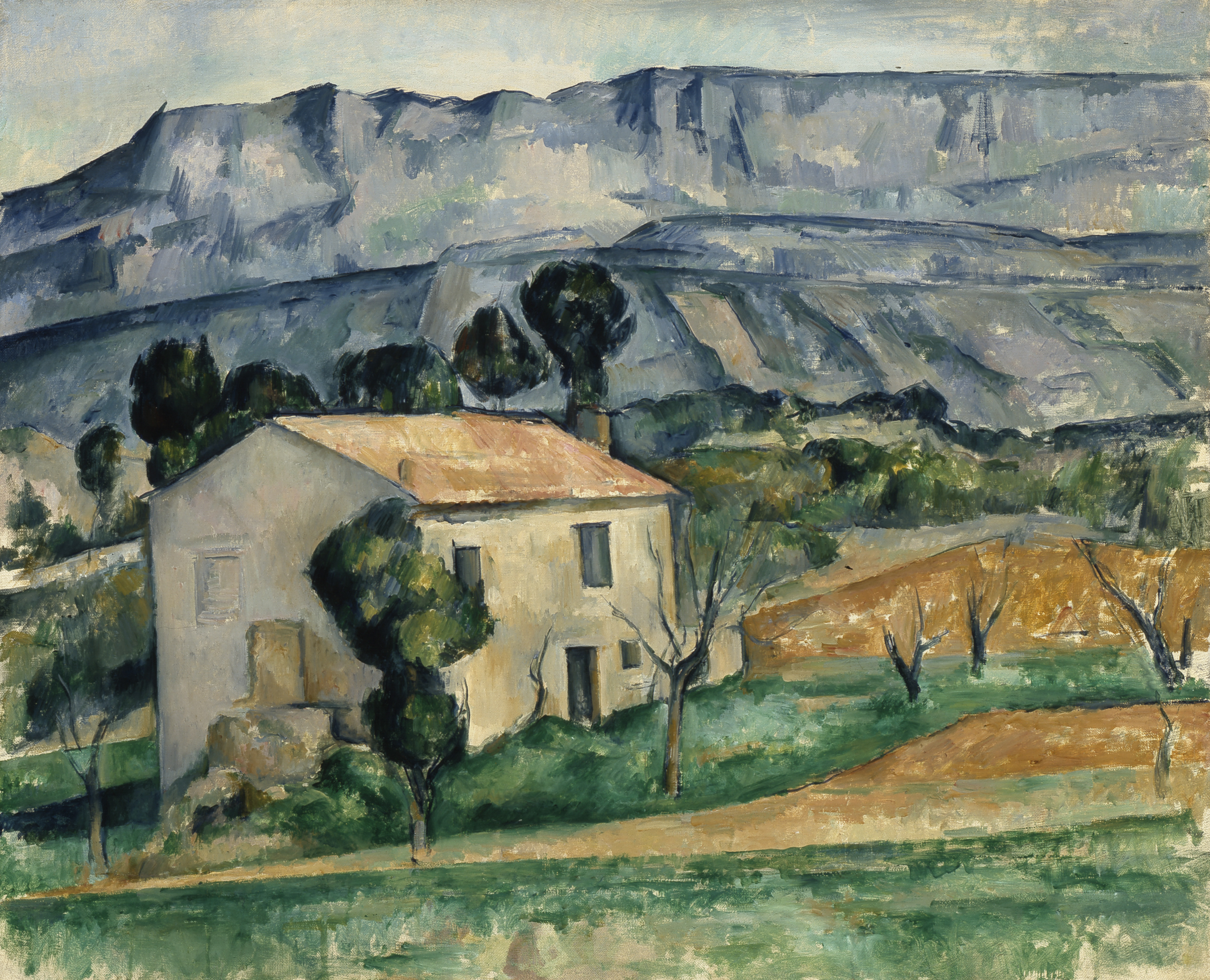
ポール・セザンヌ "Maison devant la Sainte-Victoire près de Gardanne"(1886/1890)
フィンセント・ファン・ゴッホ Enclosed Wheat Field with Peasan(1889)

## 日本にて
2005年に栃木県立美術館にて「江戸絵画への熱いまなざし-インディアナポリス美術館名品展」が開催された。